# Paolo Rocco Gualtieri
 (novembre 2018).
Paolo Rocco Gualtieri, né le 1er février 1961 à Supersano dans la province de Lecce, est un prélat italien, archevêque titulaire de Sagone et Nonce apostolique au Pérou (en) depuis 2022.

## Carrière diplomatique
Le 13 avril 2015, le pape François le nomme archevêque titulaire du Sagone et nonce apostolique à Madagascar (en) Il reçoit sa consécration épiscopale des mains du cardinal Pietro Parolin le 30 mai.
Le pape François complète ses responsabilités au cours de l'année, en le nommant nonce apostolique aux Seychelles (en) le 26 septembre, à Maurice (en) le 24 octobre et délégué apostolique aux Comores (en) avec une responsabilité similaire pour La Réunion également le 13 novembre.
Le 6 août 2022, le pape François le nomme nonce apostolique au Pérou (en).